# 施川ユウキ
施川 ユウキ（しかわ ユウキ、1977年11月28日 - ）は、日本の漫画家、漫画原作者。静岡県浜松市出身。専門学校中退。

## 来歴
1998年6月、竹書房が公募していた「竹書房漫画新人賞」（第5回）に投稿した「明日はもっと好き!」が5月期の奨励賞を受賞。また同年7月、秋田書店が公募している「月例フレッシュまんが賞」（第202回）に投稿した「Last wards from…」が期待賞を受賞。同年11月には、同じく秋田書店が公募している「週刊少年チャンピオン新人まんが賞」（第51回）に投稿した「水吐き女房とジャマ乳首」が佳作を受賞。この受賞により『週刊少年チャンピオン』でのデビュー権（原稿掲載権）を獲得した。
1999年1月、デビュー権を獲得した『週刊少年チャンピオン』にて読み切り『がんばれ酢めし疑獄!!』が掲載され、プロ漫画家として商業誌にデビューした。同年3月に再度掲載されて以降は毎号掲載され、『がんばれ酢めし疑獄!!』が施川にとって初の連載作品となった。同作品は巻頭掲載、カラー掲載あるいは単独で表紙を飾ったりといったことは無く比較的目立たない存在ではあったものの、足立守正や宮昌太郎など一部からは高い評価を受けていた（施川ユウキ#批評参照）。2003年1月からは、『漫革』（『週刊ヤングジャンプ』の不定期増刊号）にて複数漫画家による漫画大喜利企画『爆走!男のメルヘン街道』にお題の考案やトビラ絵・柱ネタの担当として関わるようになった。
2004年3月、『がんばれ酢めし疑獄!!』が連載完結。
2004年7月、約4ヶ月の期間を置き『週刊少年チャンピオン』に復帰。『サナギさん』の連載が始まった。また、その前月に『ヤングチャンピオン』での漫画大喜利企画「YCギャグ総研」で優勝したことで、7月に読み切り『もずく、ウォーキング!』が掲載されることとなった。この読み切りは9月にも掲載され、更に2004年12月以降は連載化された。そして2005年1月には『近代麻雀ゴールド』にて読み切り『森の雀卓』が掲載。2月以降は同誌にて『ツモっ子どうぶつ』が連載されることとなった。2004年6月から2005年2月までの一連の出来事により施川は3本の連載を抱えることとなった。
2005年11月から2006年1月にかけて、施川にとって再び転機が到来する。2005年11月、『まんがライフオリジナル』にて読み切り『12月生まれの少年』が掲載。のちに同誌で連載するきっかけとなった。2005年12月、『ツモっ子どうぶつ』の連載誌である『近代麻雀ゴールド』が休刊。『ツモっ子の森』とタイトルを若干改めて連載を姉妹誌『近代麻雀オリジナル』に移した。2006年1月、『爆走!男のメルヘン街道』の連載が中断。以後再開されることは無かった。同じく2006年1月、『月刊少年チャンピオン』臨時増刊号だった『全部ホンネの笑える話』にて『今にして思えば。』が掲載された。その後同誌は隔月刊化され、同作品も連載されることとなった。
2006年8月、『まんがライフオリジナル』にて『12月生まれの少年』の連載が始まり、2008年2月まで施川の漫画連載が5誌に渡るという状態が続く。また同誌においては2007年10月より映画批評コラム『全ての映画は、ながしかく』の連載も始まった。
2008年2月、『もずく、ウォーキング!』が連載完結。
2008年8月から9月にかけて施川の連載体制が大きく変容した。まず8月、『ヤングチャンピオン』にて『森のテグー』の、『Eleganceイブ』にて『あたかもコイバナの如く』の連載が26日に同時開始。しかし9月に『ツモっ子の森』、『サナギさん』が相次いで完結を迎えた。
2008年11月、『今にして思えば。』が連載完結。施川の漫画連載作品は3本となった。
2009年2月、『Get Navi』にてDVD化映画作品批評コラム『DVDが回ったよ!』の連載が開始。『すべての映画は、ながしかく』と合わせ映画批評に関する連載が2本となった。
2009年10月-11月は施川の画業10周年を記念したエッセイコミックを刊行するため連載体制が再編された。10月26日、『あたかもコイバナの如く』が連載完結。最終回が掲載された号にて、同作品の続編にあたる『え!?絵が下手なのに漫画家に?』が『週刊少年チャンピオン』で連載されること、および作品をまとめた同名の単行本が発売されることが告知された。同月29日、全4回の短期集中連載として『え!?絵が下手なのに漫画家に?』が開始された。同作品の最終回は11月19日発売号に掲載され、翌日同作品を表題作とした単行本が発売された。また単行本の発売に伴い連載が完結した『あたかもコイバナの如く』および『え!?絵が下手なのに漫画家に?』の読み切りが、それぞれの最終回が掲載された翌号（どちらも発売日は11月26日）に宣伝用として描かれた。
2010年1月、『DVDが回ったよ!』が連載完結。
2010年2月、『月刊ヤングチャンピオン烈』にて『鬱ごはん』の連載が開始。
2010年3月、『月刊コミックラッシュ』にて『ハナコ@ラバトリー』の連載が始まった。施川は原作のみ担当し、作画は秋★枝が担当。ギャグ4コマ作家である施川にとっては初めての原作担当作品であり、異色の組み合わせとして注目された。この時点で施川の漫画連載は4本となった。
2010年10月、『森のテグー』が連載完結。
2010年11月から2011年1月にかけて、ウェブ雑誌『週刊少年チャンピオンTHE WEB（日刊！浦安鉄筋家族THE WEB）』にて『俺はまた週チャンで連載できるのか?』が連載された。
2011年4月、3年前と同様に『ヤングチャンピオン』および『Eleganceイブ』にて2作品の新連載が同日に開始された。前者では『オンノジ』が、後者では『寝ろ、起きろ、学校行け!』が開始。なお『寝ろ!起きろ!学校行け!』は全3回の短期集中連載で2011年6月まで掲載された。
2011年11月、『12月生まれの少年』が連載完結。施川にとって最長の連載期間（5年3か月）だった。
2011年12月、ウェブ雑誌に移行していた『月刊コミックラッシュ』にて『ハナコ@ラバトリー』が連載完結。入れ替わるようにして、同じくウェブ雑誌である『電撃コミックジャパン』にて『バーナード嬢曰く。』の連載が始まった。
2012年7月、『全ての映画は、ながしかく』を連載している『まんがライフオリジナル』にて、目次ページ4コマ『ポポ時評』の連載が始まった。
2012年12月、「ハジメ」名義で『別冊少年チャンピオン』に『少年Y』の連載を開始。原作を担当し、作画はとうじたつやが手がける。施川が原作者であることは2014年になって公表された。
2013年12月、『バーナード嬢曰く。』が連載完結。（その後月刊ComicREXにて連載再開）
2013年2月、『オンノジ』が連載完結。
2013年3月、『もっと!』にて『サナギさん』の連載が開始された。
2014年4月、『オンノジ』『鬱ごはん』『バーナード嬢曰く。』の3作品にて、第18回手塚治虫文化賞短編賞を受賞。
2016年10月より『バーナード嬢曰く。』がテレビアニメ化。

## 作風・人物
ダウンタウン世代として松本人志や「ごっつええ感じ」、また『伝染るんです。』（著:吉田戦車、小学館）や『すごいよ!!マサルさん』（著:うすた京介、集英社）から影響を受けたことは、連載デビュー作『がんばれ酢めし疑獄!!』（特に初期）の作風に反映されていると語っている。自他ともに画力が低いことは認識しているが、結果として絵の美醜に関わらずネタでの巧拙を際立たせているとの批評もある。4コマ漫画を中心に、日常に潜む不思議なシュール感やほのぼの感を織り交ぜた独特のギャグ漫画を描く。近年はシュールギャグの要素は含みつつも、作風にハートフル感や恋愛などヒューマニティを強調する作品も描いている。
ファンが『THE IDOLM@STER』に登場するキャラクターを『サナギさん』タッチで描いた動画を「ニコニコ動画」に投稿したところ、施川本人がその動画の話題をブログで取り上げた。その後、動画作者と施川がメールを交わし、動画作者に対し施川が動画作成を容認した。
デビュー当初は一部からは高評価を得るものの一般には知られていないという程度の知名度だったが、『サナギさん』の連載から徐々に認知度が高くなっていった。現在では多くの雑誌に作品のレビューが載ったり各界の人物から言及されたり各種企画・イベントに招かれたりと一程の知名度を持つに至っている。
デビュー以降、サイン会や漫画家出演企画など人前に出るイベントは完全に絶ってきたがお笑いコンビ「天津」の向清太朗がホストを務める「天津向の4コマトーク」にゲスト出演（第1回および第10回）し、施川ユウキとして初めて姿を現した。また2013年4月には『バーナード嬢曰く。』『鬱ごはん』『オンノジ』が3冊同時刊行され、「COMIC ZIN」秋葉原店で単行本の購入者を対象に初のサイン会が行われた。

## 作品一覧

### 連載作品

#### 連載中
- 全ての映画は、ながしかく（2007 - 、『まんがライフオリジナル』〈竹書房〉）
- 鬱ごはん（2010 - 、『ヤングチャンピオン烈』〈秋田書店〉）
- ポポ時評（2012 - 、『まんがライフオリジナル』〈竹書房〉）
- サナギさん（2004 - 2008、『週刊少年チャンピオン』〈秋田書店〉 / 2013 - 、『もっと!』〈秋田書店〉 / 2013 - 、『Champion タップ!』〈秋田書店〉）
- バーナード嬢曰く。（2011 - 2012、『電撃コミックジャパン』〈アスキー・メディアワークス〉/ 2013 - 、『月刊ComicREX』（一迅社））

#### 連載終了
- がんばれ酢めし疑獄!!（1999 - 2004、『週刊少年チャンピオン』）
- 爆走!男のメルヘン街道（2003 - 2006、『漫革』〈集英社〉）[注 6]
- もずく、ウォーキング!（2004 - 2008、『ヤングチャンピオン』〈秋田書店〉）
- ツモっ子どうぶつ （2005、『近代麻雀ゴールド』〈竹書房〉）
- 今にして思えば。（2006 - 2008、『全部ホンネの笑える話』〈秋田書店〉）
- ツモっ子の森（2006 - 2008、『近代麻雀オリジナル』〈竹書房〉）
- 12月生まれの少年（2006 -2011 、『まんがライフオリジナル』）
- 森のテグー（2008 - 2010、『ヤングチャンピオン』）
- あたかもコイバナの如く（2008 - 2009、『Eleganceイブ』〈秋田書店〉）
- DVDが回ったよ!（2009 - 2010、Get Navi〈学習研究社〉）[注 7]
- え!?絵が下手なのに漫画家に?（2009、『週刊少年チャンピオン』）
- ハナコ@ラバトリー（2010 - 2011、『月刊コミックラッシュ』〈ジャイブ〉）[注 8]
- 俺はまた週チャンで連載できるのか?（2010 - 2011、『週刊少年チャンピオン THE WEB』〈秋田書店〉）
- 寝ろ、起きろ、学校行け!（2011、『Eleganceイブ』）
- オンノジ（2011 - 2013、『ヤングチャンピオン』）
- 少年Y（2012 - 2015、『別冊少年チャンピオン』 〈秋田書店〉）※「ハジメ」名義[注 9]
- ヨルとネル（2015 - 2016、『ヤングチャンピオン』〈秋田書店〉）
- 美しい犬（2016 - 2017、『別冊少年チャンピオン』 〈秋田書店〉）※「ハジメ」名義[注 10]
- 銀河の死なない子供たちへ（2017 - 2018、『@vitamin』〈KADOKAWA〉）

### 読み切り作品
（読み切り）がんばれ酢めし疑獄!!
『え!?絵が下手なのに漫画家に?』に収録。初出は『週刊少年チャンピオン』1999年10号（秋田書店、1999年1月28日発売）。1999年3月に連載化した同タイトルの漫画の読み切り版。4コマ漫画。掲載ページ数は4ページ。「がんばれ酢めし疑獄!!」、「え!?絵が下手なのに漫画家に?」も参照のこと。
地球外知的生命体!!
『週刊ファミ通』1999年10月1日号（エンターブレイン、1999年9月17日発売）に掲載。読者投稿コーナー「ファミ通町内会」に投稿し、4コマ漫画作品が1本掲載された。「麻雀樹海」名義で執筆。
8月の煉獄
『浦安鉄筋家族なつやすみ増刊』（『週刊少年チャンピオン』2001年9月25日増刊号、2001年8月16日発売）に掲載。トイレの順番待ちをしている男とトイレの中に居続ける男の会話。掲載ページ数は6ページ。
やっぱり大好きボトルちゃん
『こんちわ!』（『ヤングチャンピオン』2001年12月20日増刊号、秋田書店、2001年11月6日発売）、『ヤングチャンピオン』2002年7号（2002年3月12日発売）に掲載。全て恋愛や性に関するネタ。4コマ漫画。掲載ページ数はそれぞれ3ページ（『こんちわ!』掲載分）と4ページ（7号掲載分）。
トロとの休日
『週刊少年チャンピオン』2001年53号（2001年11月29日発売）に掲載。テレビゲーム等を紹介するコーナー「総天然色電気頭脳園」の1枠。テレビゲーム「トロと休日」を題材にした4コマと、テストプレイをした感想のインタビューが掲載された。
（無題）
『スクライドアニメブック』（監修:サンライズ、秋田書店、2002年4月25日発売）に掲載。同アニメの原作掲載誌である『週刊少年チャンピオン』の連載作家がイラスト等を寄せたコーナー「チャンピオン人気作家寄稿イラスト」の1枠。『スクライド』の主人公カズマへのインタビュー。掲載ページ数は1ページ。
（無題）
『七人のナナ』第2巻（原作:今川泰宏、作画:国広あづさ、秋田書店、2002年5月23日発売）に掲載。『七人のナナ』主人公ナナへのインタビュー。掲載ページ数は1ページ。
意識調査
『がんばれ酢めし疑獄!!』第3巻に収録。初出は『サッカーLOVE増刊』（『週刊少年チャンピオン』2002年7月5日増刊号、2002年5月24日発売）。サッカーについての思い・考えを街の人々に尋ねていく。掲載ページ数は5ページ。
覆面半かぶりレスラーが来る!!
『がんばれ酢めし疑獄!!』第4巻に収録。初出は『浦安鉄筋家族大全集』（『週刊少年チャンピオン』2002年9月25日増刊号、2002年8月16日発売）。「覆面半かぶりレスラー」に関する風説を様々な人々が語っていく。掲載ページ数は6ページ。
（無題）
『がんばれ酢めし疑獄!!』第4巻に収録。初出は「チャンピオン特製2003コミックカレンダー」。カレンダーは応募者全員当選方式で、『週刊少年チャンピオン』2002年46号、47号、48号、49号（それぞれ2002年10月10日、17日、24日、31日発売）での4号連続キャンペーンにて懸賞された。施川はオマケの4コマ漫画を描いた。『がんばれ酢めし疑獄!!』のラムニー君とのんこちゃんがカレンダーについてコメントする。掲載ページ数は4ページ。「がんばれ酢めし疑獄!!」も参照のこと。
ラムニー君 / 応援団
『週刊少年チャンピオン』2003年6号（2003年1月8日発売）に掲載。コーナータイトル「爆熱4コマ祭り2003」の1枠。「ラムニー君」は単行本第4巻（136ページ）に収録されている。「応援団」は単行本に未収録。4コマ漫画。掲載ページ数は1ページ。「がんばれ酢めし疑獄!!」も参照のこと。
インタビュアーさん!
『ヤングチャンピオン』2003年3号（2003年1月14日発売）に掲載。タマちゃんへのインタビュー。掲載ページ数は3ページ。
がんばれ酢めし疑獄!!(1)-(3)巻をのん子ちゃんが読んだ!!
『週刊少年チャンピオン』2003年18号（2003年4月3日発売）に掲載。「連載4周年特別PR企画」として『がんばれ酢めし疑獄!!』連載4周年を記念して企画された。『がんばれ酢めし疑獄!!』ののん子ちゃんが単行本についてコメントしていく。掲載ページ数は3ページ。「がんばれ酢めし疑獄!!」も参照のこと。
テレビっ子によろしく
『ヤングチャンピオン』2003年11号（2003年5月13日発売）に掲載。時事的な1ページ漫画が4本。掲載ページ数は4ページ。
少年フォトグラフ
『がんばれ酢めし疑獄!!』第5巻に収録。初出は『元祖!浦安鉄筋家族傑作選』（『週刊少年チャンピオン』2003年9月28日増刊号、2003年8月16日発売）。少年が夏休みに撮った写真の状況を説明していく。掲載ページ数は6ページ。
地球ハカイ爆弾
『ヤングチャンピオン』2003年20号（2003年9月22日発売）に掲載。2002年の流行語大賞を思い出していく。掲載ページ数は4ページ。
Jリーガー御用達
『月刊IKKI』2004年2月号（小学館、2003年12月25日発売）の付録冊子「新春オチ初め 答えは108つ」に掲載。とんだばやしが同誌にて連載していた『答えは3つ』の特別編。とんだばやしがそれぞれお題を出し、108人の作家が1ページ漫画で回答する。掲載ページ数は1ページ。
手品捨て猫 / シャーペイ / 犬'04
『ヤングチャンピオン』2004年13号（2004年6月8日発売）に掲載。コーナータイトル「YCギャグ総研」の1枠。6人の漫画家が3つのお題に対しそれぞれ1コマ漫画、4コマ漫画、3ページ漫画で回答する。各人の回答について当誌が募集した女性が得点を付けていき、総合優勝者を決める。施川はこの企画で総合優勝し、同誌16号で読み切り漫画（『もずく、ウォーキング!』）が掲載されることになった。またご褒美企画として、グラビアアイドルの原田明絵にスイーツを食べさせてもらった。掲載ページ数は漫画作品部分が4ページ、ご褒美企画部分が1ページ。
（読み切り）もずく、ウォーキング!
『ヤングチャンピオン』2004年16号（2004年7月27日発売）、2004年19号（2004年9月14日発売）に掲載。16号掲載分は『もずく、ウォーキング!』第1巻に収録されているが19号掲載分は単行本未収録。2004年12月に連載化した同タイトルの漫画の読み切り版。キャラクターの相貌は読み切り版と連載版とで若干異なる。主人公もずくと飼い主サチとの日常を描く。掲載ページ数はそれぞれ8ページ（16号掲載分）と6ページ（19号掲載分）。「もずく、ウォーキング!」も参照のこと。
忍者会見
『サナギさん』第1巻に収録。初出は『元祖!浦安鉄筋家族キャラクター増刊』（『週刊少年チャンピオン』2004年9月25日増刊号、2004年8月16日発売）。忍者による定例記者会見。掲載ページ数は6ページ。
うろ覚え天使ウロロ
『漫革』（『週刊ヤングジャンプ』増刊号）44号（集英社、2005年1月13日発売）に掲載。あらゆる記憶が曖昧な天使ウロロが人間の手助けをしようとする。4コマ漫画。掲載ページ数は5ページ。
森の雀卓
『ツモっ子どうぶつの森』に収録。初出は『近代麻雀ゴールド』2005年3月号（竹書房、2005年1月24日発売）。森の中で動物たちが雀卓を囲む。次号から『ツモっ子どうぶつ』というほぼ同内容の連載が開始された。掲載ページ数は4ページ。「ツモっ子どうぶつ」も参照のこと。
ツモっ子ニンゲン
『ツモっ子どうぶつの森』に収録。初出は『近代麻雀』2005年8月15日号（竹書房、2005年7月15日発売）。同誌の姉妹誌『近代麻雀ゴールド』で連載していた『ツモっ子どうぶつ』の特別編。掲載ページ数は4ページ。「ツモっ子どうぶつ」も参照のこと。
オーガスト姉弟
『サナギさん』第2巻に収録。初出は『元祖!浦安鉄筋家族増刊プラス1』（『週刊少年チャンピオン』2005年9月25日増刊号、2005年8月16日発売）。姉弟が暑中見舞いの書き方を思案する。掲載ページ数は4ページ。
（読み切り）12月生まれの少年
『まんがライフオリジナル』2005年12月号（竹書房、2005年11月11日発売）に掲載。2006年8月に連載化した同タイトルの漫画の読み切り版。4コマ漫画。掲載ページ数は6ページ。「12月生まれの少年」も参照のこと。
クシャミの力
『週刊少年チャンピオン』2006年47号（2006年10月19日発売）に掲載。コーナータイトル「笑いの力 POWER of LAUGH」の1枠。『サナギさん』の番外編。同誌の連載作家陣が「○○の力」というタイトルで連載作品を基にした4コマ漫画を1本ずつ描いた。掲載ページ数は1/2ページ。「サナギさん」も参照のこと。
残機だけはくさるほどあるキミに
『STUDIO VOICE』2006年12月号（INFASパブリケーションズ、2006年11月6日発売）に掲載。コーナータイトル「Voice of Voice」の「○○だけはくさるほどあるキミに」の1枠。テレビゲームのキャラクター「マリオ」への手紙という体裁。活字作品。
おもんばかれ!大人くん
『BJ魂』（『ビジネスジャンプ』増刊号）32号、33号、36号（集英社、それぞれ2006年11月27日、2007年1月26日、2007年7月27日発売）に掲載。30歳中年男性の生活や葛藤を描く。4コマ漫画。掲載ページ数はそれぞれ4ページ。
説教先生
『月刊少年ガンガン』2007年9月号（スクウェア・エニックス、2007年8月11日発売）に掲載。コーナータイトル「特上GGグランプリ」の1枠。英語教師の授業風景を描く。4コマ漫画。掲載ページ数は2ページ。
サナエと不思議な黒い猫
『サナギさん』第5巻に収録。初出は『元祖!浦安鉄筋家族ウィンター増刊』（『週刊少年チャンピオン』2008年1月30日増刊号、2007年12月20日発売）。女学生のサナエに猫のクロがなぞなぞを出す。掲載ページ数は6ページ。
エッセイマンガ
『え!?絵が下手なのに漫画家に?』に収録。初出は藤島じゅんが編集した同人誌「はたらく人々二〇〇七」（しろくろ雑技団、2007年12月29日発行）。施川の「博識・聡明だと思わせるテクニック」をエッセイ漫画風に描く。掲載ページ数は3ページ。
（無題）
『週刊ヤングジャンプ』2008年4月10日号（集英社、2008年3月27日発売）に掲載。2週連続特集の第2弾<YG春の開幕野球特集「金球」>内「プロ野球☆4コマ指名打者!!」の1枠。球団マスコット「ワンダー君」の人気を高めるアイデアを議論する。掲載ページ数は1ページ。
祝 サナギさん連載200回記念サイン会決定しなかった話…。
『週刊少年チャンピオン』2008年19号（2008年4月10日発売）に掲載。『サナギさん』の連載200回記念も兼ねて、単行本販促のためのサイン会の開催を編集担当が提案したが施川が拒絶した顛末を描く。掲載ページ数は2ページ。「サナギさん」も参照のこと。
（無題）
『エクス・ポ』第3号（HEADZ、2008年4月30日発売）に掲載。「新企画!3コママンガ」の1枠。最終ページに掲載。
森のくまさん
『サナギさん』第6巻に収録。初出は『元祖!浦安鉄筋家族ゴールデンウィーク増刊』（『週刊少年チャンピオン』2008年6月10日増刊号、2008年4月30日発売）。ピクニックに出かけたウサギの家族の前にクマが現れる。掲載ページ数は4ページ。
idog
『週刊少年チャンピオン』2008年32号（2008年7月10日発売）に掲載。マクドナルドとの販促コラボレーション漫画。『サナギさん』の番外編。『サナギさん』のサナギさんとフユちゃんがマクドナルドの商品「idog」について語る。掲載ページ数は2ページ。「サナギさん」も参照のこと。
ツモっ子の森 おまけ
『ツモっ子どうぶつの森』に収録。初出は『近代麻雀オリジナル』2008年11月号（竹書房、2008年10月8日発売）。前号まで同誌で連載していた『ツモっ子の森』の特別編。掲載ページ数は4ページ。「ツモっ子の森」も参照のこと。
（無題）
『週刊少年チャンピオン』2009年1号（2008年12月4日発売）に掲載。マクドナルドとの販促コラボレーション漫画。『サナギさん』の番外編。『サナギさん』のサナギさんとフユちゃんがマクドナルドの商品「クォーターパウンダー」について語る。掲載ページ数は2ページ。「サナギさん」も参照のこと。
思い出の死ぬかと思った
『コミック死ぬかと思った1』（アスペクト、2009年1月20日発売）に掲載。施川の「死ぬかと思った」体験談。なお同書の表紙および裏表紙のイラストも施川が描いている。掲載ページ数は4ページ。
仰げば尊し
『まんがくらぶオリジナル』2009年4月号（竹書房、2009年2月19日発売）に掲載。「第1回NETA-1グランプリ」の1枠。出題された共通テーマに沿って各漫画家が4コマ漫画を1本ずつ描き、優勝者を決める。第1回の共通テーマは「卒業」。優勝者は読者投票によって決定する。掲載ページ数は1/2ページ。
ツモっ子どうぶつの森
『近代麻雀』2009年8月1日号（2009年7月1日発売）に掲載。同誌の姉妹誌『近代麻雀ゴールド』『近代麻雀オリジナル』でそれぞれ連載していた『ツモっ子どうぶつ』『ツモっ子の森』の特別編。同年6月17日に発売された単行本『ツモっ子どうぶつの森』の発売記念として描かれた。掲載ページ数は4ページ。「ツモっ子の森」も参照のこと。
闇色ドロップス
『え!?絵が下手なのに漫画家に?』に収録。初出は『フォアミセス』2009年10月号（秋田書店、2009年9月3日発売）。不思議な雰囲気をもつ転校生と真っ白なオタマジャクシを巡る物語。掲載ページ数は6ページ。
猫飼いたいショー
『猫ばか』（著:碧也びんく他24名、新書館、2009年10月23日発売）に掲載。猫に関する4コマ漫画7本を描いた。掲載ページ数は4ページ。
墓標であけおめ
『月刊少年チャンピオン』2010年2月号（秋田書店、2010年1月6日発売）に掲載。7人の漫画家が数ページのショート漫画を描く「初笑いだよ!2010ギャグフェスタ」の1枠。掲載ページ数は5ページ。
テレビっ子家族
『本当にあった仰天スクープまんがズキュン!』（竹書房）2010年9月号に掲載。ドラマを中心としたテレビ番組について家族が語らう。掲載ページ数は4ページ。
川辺のぼっち
『まんがタイム』2010年10月号（芳文社、2010年9月7日発売）に掲載。絶滅寸前で最後の一匹になったニホンカワウソの生活を描く。
（読み切り）俺はまた週チャンで連載できるのか?
『元祖!浦安鉄筋家族わしゃしゃお年玉増刊』（『週刊少年チャンピオン』2011年2月5日増刊号、2010年12月27日発売）に掲載。ウェブサイト『週刊少年チャンピオンTHE WEB』に連載していた同名の作品の番外編。掲載ページ数は4ページ。
柊とゆるめ
『まんがライフANIME コミックマーケット81限定』（竹書房、2011年12月29日発売）に掲載。『12月生まれの少年』の柊と『ゆるめいつ』のゆるめが会話する。掲載ページ数は1ページ。
（読み切り）バーナード嬢曰く。
『月刊ComicREX』2013年5月号（一迅社、2013年3月27日発売）に掲載。2012年12月をもって掲載誌『電撃コミックジャパン』の休刊により連載が終了した同作品の、読み切り掲載誌版元（一迅社）からの単行本刊行を記念して描かれた特別編。掲載ページ数は8ページ。）。「バーナード嬢曰く。」も参照のこと。
Intermission Special 4koma
『魔法少女まどか☆マギカ 4コマアンソロジーコミック』3巻（芳文社、2013年7月27日発売）に掲載。魔法少女まどか☆マギカの二次創作四コマ漫画。掲載ページ数は7ページ。

### カット・コメント等
（モンキー先生）
『週刊少年チャンピオン』1999年31号、32号、33号、34号、35号（それぞれ1999年6月24日、7月1日、8日、15日、22日発売）に掲載。同誌が公募している「月例フレッシュまんが賞」2000年7月期の募集ページにおいて、施川が描き下ろしのイメージカットを寄せた。『がんばれ酢めし疑獄!!』のモンキー先生が湖を見渡しているイラストと「琵琶湖よりでっかい夢をつかめ!!（byモンキー先生）」というコピーが描かれた。
アイデアを出すコツ!
『週刊少年チャンピオン』2000年20号（2000年4月13日発売）に掲載。同誌が公募している「新人まんが賞」の入選者発表に伴い、かつて「新人まんが賞」に入選した同誌の連載作家から、応募者へのアドバイスと作画に使用する画材が紹介された。施川は60字ほどのアドバイスを書いた。
（無題）
『超アホ汁』（著:ピョコタン、三才ブックス、2003年1月10日発売）に掲載。「うろ覚えピョコタン16連発PART1」の1枠。ピョコタンの肖像画を描いた。なお同書にはピョコタンが施川のアシスタントをした様子をピョコタンが描いた作品が収録されている（後述）。
（無題）
『週刊少年チャンピオン』2003年44号（2003年10月2日発売）に掲載。「ギャグ王決定大運動会!」として、同誌に連載していたギャグ漫画のキャラクターが運動会に出る時のような服装で当号の表紙に描かれた。施川はポンポンを持ったチアガール風のチヂミちゃん（『がんばれ酢めし疑獄!!』の登場キャラクター）を描いた。なお同号では『がんばれ酢めし疑獄!!』を含めたギャグ漫画のタイトルロゴに「ギャグ王決定大運動会!」というロゴが加えられた。
（無題）
『週刊少年チャンピオン』2003年49号（2003年11月6日発売）に掲載。手塚治『ブラック・ジャック』の掲載30周年を記念して企画された特集「B・J生誕30周年記念企画」内「連載陣の先生方からお祝いのカット&コメントが続々到着!!」の1枠。当時の同誌連載作家が『ブラック・ジャック』についてカットもしくはコメントを寄せた。施川は『ブラック・ジャック』をテーマとした1コマ漫画を描いた。
（無題）
『TV Bros』（テレビブロス）2004年1/10 - 1/23号（東京ニュース通信社、2004年1月5日発売）に掲載。コーナータイトルは「ギャグ漫画家大喜利バトル!!」。おおひなたごうの連載『おおひなたごうの夢冒険』内での漫画大喜利企画。ギャグ漫画家6人がトーナメント形式で対決する。施川は一回戦で敗退した。
（無題）
『週刊少年チャンピオン』2007年34号（2007年7月19日発売）に掲載。水島新司の画業50周年を記念して企画された特集「水島新司先生画業50周年特別企画」内コーナー「本誌全作家からの『おめでとう』」の1枠。同誌の連載作家が『ドカベン』の岩鬼のように自分の漫画の主人公がハッパを銜えているイラストに祝福コメント添えた色紙を寄せている。施川は『サナギさん』のサナギさんがハッパを銜えたイラストの上に「水島新司先生漫画家生活50周年おめでとうございます。」というコメントを添えた色紙を描いた。
「新世紀エヴァンゲリオン」
ガイナックスの公式ホームページ「GAINAX NET」のトップページに2008年10月24日から10月31日まで掲載された。施川が『新世紀エヴァンゲリオン』をテーマとしてイラストとコメントを寄せた。
（無題）
『週刊少年チャンピオン』2009年48号（2009年10月29日発売）に掲載。手塚治虫生誕80周年および同誌創刊40周年を記念して企画された特集「手塚治虫生誕80周年×週刊少年チャンピオン創刊40周年記念特別企画」内「全連載作家描き下ろしB・Jイラストコレクション」の1枠。当時の同誌連載作家が手塚治虫の同誌における代表作『ブラック・ジャック』についてカットを寄せた。施川は『ブラック・ジャック』の「ピノコ」を描いた。
（無題）
『Eleganceイブ』2011年11月号（2011年9月26日発売）付録小冊子「お祝い『花のズボラ飯』」に掲載。『もずく、ウォーキング!』のもずくが、『花のズボラ飯』の主人公・駒沢花、『木曜日のフルット』（石黒正数）の主人公・フルットと共に裏表紙に描かれた。なお同小冊子においては、『フォアミセス』で連載されている企画「わたしのレシピ」に施川が寄稿した回（Vol.7）が再録された。
（無題）
『アライバル』（著:ショーン・タン、訳:小林美幸、河出書房新社、2011年3月17日発売）の帯に施川がコメントを寄せた。
（無題）
『グランドジャンプ』2012年No.25（集英社、2012年11月21日発売）に掲載。同誌創刊1周年を記念し、カラスヤサトシ・和田ラヂヲが4コマ漫画の3コマ目までを描き、オチの4コマ目をゲスト作家が回答者として描く漫画大喜利企画「オールスター4コマ大喜利祭り」に参加。施川は4つのお題のうち3つに回答した。
（無題）
『まんがライフオリジナル』2013年1月号（2012年12月11日発売）に掲載。カラスヤサトシが出すお題に漫画で回答する「新春大喜利バトル2013」に参加。「驚愕のお正月伝統行事」というお題に回答した。
（無題）
『漱石漫談』（著:いとうせいこう・奥泉光、河出書房新社、2017年4月24日発売）に掲載。施川は表紙・本文イラストに『バーナード嬢曰く。』の町田さわ子と神林しおりを描いた。

## インタビュー
ナンセンスじゃなくもない
『SWITCH』（スイッチ）2001年12月号（スイッチ・パブリッシング、2001年11月20日発売）に掲載。コーナータイトル「COME UP SMILING」の1枠。施川が自身の漫画について語る。施川による簡易な2コマ漫画がある。字数は20字×104行。
作者が喋った!!
『がんばれ酢めし疑獄!!』第3巻に収録。初出は『週刊少年チャンピオン』2002年22+23号（2002年4月25日発売）。『がんばれ酢めし疑獄!!』連載150回を記念して企画された。編集担当がインタビュアー。『がんばれ酢めし疑獄!!』その他に関する簡易なインタビュー。簡単な漫画仕立てにしてある。掲載頁数は2ページ。
作者がまた喋った!!
『がんばれ酢めし疑獄!!』第4巻に収録。初出は『週刊少年チャンピオン』2002年30号（2002年6月20日発売）。単行本第3巻の発売を記念して企画された。編集担当がインタビュアー。『がんばれ酢めし疑獄!!』その他に関する簡易なインタビュー。簡単な漫画仕立てにしてある。掲載頁数は3ページ。
（無題）
『まんがライフオリジナル』2005年12月号（2005年11月11日発売）に掲載。コーナータイトルは「フロム・リーダーズ」内「まんが家さん プレイバック」。漫画家業等に関する簡単な一問一答。
（無題）
『サナギさん』第5巻に収録。初出は『週刊少年チャンピオン』2007年24号（2007年5月10日発売）。『サナギさん』連載150回を記念して企画された。編集担当がインタビュアー。『サナギさん』その他に関する簡易なインタビュー。文字起こしも施川による。
（無題）
『ヤングチャンピオン』2008年8号（2008年3月25日発売）に掲載。コーナータイトルは「YCサポーターズ」内「Pick up the Comic Artists」。『もずく、ウォーキング!』の連載完結と単行本最終巻発売を受け、同作品についてのインタビュー。
コイバナ限定対談
『Eleganceイブ』2008年10月号（2008年8月26日発売）に掲載。カラスヤサトシとの恋愛に関する対談。掲載頁数は3ページ。
まんがに歴史あり（第22回）
『コーラス』2009年2月号（集英社、2008年12月27日発売）に掲載。インタビュアー・構成は番場亜津子。『12月生まれの少年』に関するインタビュー。掲載頁数は1ページ。
（無題）
『月刊コミックラッシュ』2010年8月号（2010年6月26日発売）に掲載。同誌で『ハナコ@ラバトリー』を共作している秋★枝と共に「もし1000万円を手に入れたら」という質問に答えた。
天津向の4コマトーク vol.1
2010年9月9日に出演。お笑いコンビ天津の向清太朗がホストを務める阿佐ヶ谷ロフトAでのトークイベント「天津向の4コマトーク」に第1回ゲストとして招かれた。自身の作品について語ったり、向と大喜利対決をしたりした。当日は他に桜木さゆみもゲストとして参加した。
天津向の4コマトーク vol.10
2012年3月22日に出演。vol.1と同様「天津向の4コマトーク」にゲスト参加し、やはり作品を語ったり大喜利をしたりした。当日は他に弓長九天、小坂俊史、佐藤両々も招かれた。

## DVDでの特典コラボ動画
もずく、ウォーキング! Feat 矢吹春奈
『if…』（主演:矢吹春奈、アートポート、2005年1月28日発売）に収録。『もずく、ウォーキング!』とのコラボレーション動画。部屋でたわむれようとする矢吹にもずくがコメントしていく。再生時間は約3分15秒。
もずく、ウォーキング! Feat 沢井美優
『south wind』（主演:沢井美優、アートポート、2005年4月1日発売）に収録。『もずく、ウォーキング!』とのコラボレーション動画。沢井が勉強する様子にもずくがコメントしていく。再生時間は約2分13秒。
特典映像 もずく、ウォーキング!
『Waterdrop』（主演:夏目理緒、リバプール、2005年11月25日発売）に収録。『もずく、ウォーキング!』とのコラボレーション動画。作中の映像にもずくとサチがコメントしていく。再生時間は約2分55秒。
特典映像 サナギさん
『Diary』（主演:夏目理緒、リバプール、2005年11月25日発売）に収録。『サナギさん』とのコラボレーション動画。作中の映像にサナギさんとフユちゃんがコメントしていく。再生時間は約3分48秒。

## 批評
（無題）
『QuickJapan』（クイック・ジャパン） 38号（太田出版、2001年8月16日発売）に掲載。コーナータイトルは「マンガのうしろに蛇がいる」。評者は足立守正。『がんばれ酢めし疑獄!!』に関する批評。字数は30字×2行＋25字×12行。
南紀
『俳句朝日』2002年6月号（朝日新聞社、2002年5月1日発売）に掲載。花尻万博による俳句と、随筆として「このごろ思うこと」が記されている。一部『がんばれ酢めし疑獄!!』に関する批評がある。
（無題）
『ユリイカ』2003年11月号（青土社、2003年10月発売）に掲載。特集タイトル「マンガ最前線の45人」の1枠。評者は足立守正。施川ユウキおよび『がんばれ酢めし疑獄!!』に関する批評。字数は20字×18行。
今、日本でいちばん面白いギャグマンガ家
『STUDIO VOICE』2005年6月号（2005年5月6日発売）に掲載。特集タイトル「最終コミック・リスト200」の1枠。評者は宮昌太郎。施川ユウキおよび『がんばれ酢めし疑獄!!』に関する批評。字数は25字×8行。
（無題）
『朝日新聞』2005年7月24日に掲載。コーナータイトルは「カジュアル読書」内「南信長さん（ライター）のコミック教養講座」。評者は南信長。『サナギさん』に関する批評。字数は12字×47行。
（無題）
『SPA!』2005年8月9日号（扶桑社、2005年8月2日発売）に掲載。コーナータイトル「カルチャー大学批評学部」の1枠。評者は伊藤剛。『サナギさん』に関する批評。字数は16字×47行。
（無題）
『本の雑誌』2005年10月号（本の雑誌社、2005年9月14日搬入取次）に掲載。コーナータイトル「新刊めったくたガイド」の1枠。評者は米光一成。『サナギさん』に関する批評。字数は約140字。
（無題）
『ダ・ヴィンチ』2006年6月号（メディアファクトリー、2006年5月6日発売）に掲載。コーナータイトル「厳選!注目の新刊コミック」の1枠。評者は芝田隆広。『もずく、ウォーキング!』に関する批評。字数は30字×4行。
「ギャグ漫画ってなんだろう?」
『QuickJapan』73号（2007年8月11日発売）に掲載。うすた京介としりあがり寿の対談。一部、うすた京介による施川ユウキおよび『もずく、ウォーキング!』に関する批評がある。

## 描写
理樹
『おやつ』第5巻（著:おおひなたごう、秋田書店、2002年1月31日発売）に収録。初出は『週刊少年チャンピオン』2001年45号（2001年10月4日発売）。「たくさんの施川ユウキ」を描く。施川による作画・コメントはない。
アシスタント修行
『超アホ汁』（著:ピョコタン、三才ブックス、2003年1月10日発売）に収録。初出は『ゲームラボ』2002年10月号（三才ブックス、2002年9月14日発売）。コーナータイトルは『ピョコタンのマンガレポート』。施川のアシスタントをした一日をピョコタンが描く。なお同作品を収録した『超アホ汁』には施川によるピョコタンの肖像画が寄せられている。
（第71回）
『倒れるときは前のめり。』（第71回、著:いのうえさきこ）に掲載。掲載誌は『ヤングチャンピオン』2008年2号（2007年12月25日発売）。開通前の首都高速中央環状線を取材するいのうえに施川を含む同誌関係者（作家・編集者）が同行した様子を描く。施川は「C川Uキ先生」として描かれた。
（第19回）
『キャラ道』（第19回、著:カラスヤサトシ）に掲載。掲載誌は『まんがライフMOMO』2009年7月号（竹書房）。漫画を描く際の世界観・キャラ設定についてカラスヤが施川に伺う様子を描く。
救済無用（profile.17）、演技無用（profile.18）
『結婚しないと思ってた オタクがDQNな恋をした!』（著:カラスヤサトシ、刊:秋田書店）に掲載。初出は『forMrs.スペシャル』2010年秋号（profile.17）、同2010年冬号（profile.18）。共通の編集担当であるK城について、カラスヤ、K城、施川の3人でK城の思い出の場所を巡ったりK城がモテる方法を考えたりする様子を描く。

## 関連人物
浜岡賢次
第51回少年チャンピオン新人まんが賞で審査委員を務め、同選考に投稿した施川ユウキの『水吐き女房とジャマ乳首』に対し「恐るべし新人ギャグ作家誕生!?」「すごいセンスを感じてしまいました」等と高い評価を与えた。他の審査委員が同作品に対して否定的ないし懐疑的な批評をする中で一人絶賛した浜岡の批評は、施川が同選考にて奨励賞を受賞し『週刊少年チャンピオン』でのデビュー権獲得にあたり一定度寄与したと思われる。
秋田書店が年1回程度の頻度で発行している、浜岡の代表作『浦安鉄筋家族』/『元祖!浦安鉄筋家族』のムック版にあたる『週刊少年チャンピオン』増刊号に施川はほぼ毎回寄稿している。
施川が竹書房から出した『12月生まれの少年』第1巻のオビには浜岡が推薦文を寄せた。
おおひなたごう
施川と共に『週刊少年チャンピオン』にて連載を持っていた際、同誌の作者巻末コメントにて何度も施川についてコメントし、施川もそれについて返すということがあった。
『週刊少年チャンピオン』での連載『おやつ』で施川についてのネタ的な紹介にその回の全ページを費やした。（上述）
施川が秋田書店から出した『がんばれ酢めし疑獄!!』第4巻での著者近影では、おおひなたによる似顔絵が用いられた。
『TV Bros』での連載『おおひなたごうの夢冒険』にて自身を含めた漫画家達を大喜利で競わせる「ギャグ漫画家大喜利バトル!!」（2004年1/10 - 1/23号、上述）を企画し、施川をゲストの一人として招いた。（上述）
ピョコタン
『ゲームラボ』での連載『ピョコタンのマンガレポート』で、当時『がんばれ酢めし疑獄!!』を連載していた施川宅にてアシスタントとしてフキダシやワク線の構成を手伝ったことを描いた。なお同作品を収録した『超アホ汁』には施川によるピョコタンの肖像画を寄稿した。
その他、『TV Bros』での「ギャグ漫画家大喜利バトル!!」（上述）や『ヤングチャンピオン』2004年13号での漫画大喜利企画「YCギャグ総研」（上述）で施川と競演している。
カラスヤサトシ
施川が秋田書店から出した『サナギさん』第5巻のオビにコメントを寄せた。
施川が連載『あたかもコイバナの如く』を始めた『エレガンスイブ』2008年10月号にて施川と「コイバナ限定対談」を行ない（上述）、お互いの恋愛観や理想の女性像について語り合った。
『キャラ道』（『まんがライフMOMO』連載）および『結婚しないと思ってた　オタクがDQNな恋をした!』（秋田書店）にて、ゲストとして招いた施川の様子を描いている（上記参照）。
その他、『まんがくらぶオリジナル』2009年4月号での「第1回NETA-1グランプリ」（上述）にて施川を競演した。
うすた京介
うすたについて、施川はSWITCH2001年12月号でのインタビュー（上述）やブログで大いに影響を受けたと語っており、実際『がんばれ酢めし疑獄!!』の初期においては擬音の使い方等でうすたの影響と思しき描き方が見受けられる。
『QuickJapan』73号でのしりあがり寿との対談で、「いま好きなギャグ漫画家」としておおひなたごう、増田こうすけと並べ施川の名を挙げた。いがらしみきおやチャールズ・M・シュルツの漫画が一番理想的だとした上で、今それに一番近いのが施川の描く『もずく、ウォーキング!』だと評した。
天津飯大郎
吉本興業所属の漫才コンビ・天津の向が出演するトークイベント「天津向の4コマトーク」に第1回および第10回ゲストとして招かれた。